# Delta conoideum
Delta conoideum är en stekelart som först beskrevs av Gmelin 1790.  Delta conoideum ingår i släktet Delta och familjen Eumenidae. Inga underarter finns listade i Catalogue of Life.